# デュラテックス
デュラテックス（ポルトガル語: Duratex S.A.）は、ブラジル・サンパウロに本社を置くウッドパネルや家具などの木工品を製造するメーカー。1951年よりサンパウロ証券取引所に上場しており、現在は、持株会社イタウサの子会社である。世界第8位、南半球では最大のウッドパネル製造メーカー。
ウッドパネル以外の木工品、トイレなどに使用する衛生陶器、金属製の家具も手がけており、サンパウロ州、ミナスジェライス州、リオグランデ・ド・スル州に10箇所の工場を設けている。ウッドパネルに関してはDurafloor、衛生陶器においてはDeca、水洗装置に関してはHydraブランドを展開している。
現在ではアルゼンチン、アメリカ合衆国、ヨーロッパにも子会社を設け、事業を拡大している。森林管理協議会認定の森林をサンパウロ州の各地に209ヘクタール所有しており、森林保護にも力を入れている。